# 多夫雷鎮區 (明尼蘇達州莫雷縣)
多夫雷鎮區（英語：Dovray Township）是位於美國明尼蘇達州莫雷縣的一個行政鎮區。

## 地方資料
多夫雷鎮區的面積為92.48平方千米，當中陸地面積為91.51平方千米，而水域面積為0.97平方千米。根據2020年美國人口普查的數據，當地共有人口133人，而人口密度為每平方千米1.44人。